# 단결권 및 단체교섭권 협약

단결권 및 단체교섭권 협약의 비준국

단결권 및 단체교섭권 협약(Right to Organise and Collective Bargaining Convention, 1949)은 국제 노동 기구의 제98호 협약으로, 국제 노동 기구의 8대 핵심 협약 중 하나이다. 1949년 7월 1일 국제노동기구 이사회에서 채택되었고, 1951년 7월 18일 발효되었다. 2020년 11월 기준으로 167개국이 이 협약을 비준하였다.
이 협약과 결사의 자유 및 단결권 보호에 관한 협약의 이행 상황을 점검하기 위해 국제 노동 기구에 결사의 자유 위원회가 1951년에 설치되어 활동하고 있다.

## 주요 내용
이 협약은 부당노동행위 제도를 규율하고 있다. 협약 제1조에서 반노동조합 차별행위로부터의 보호를 규정하고, 특히 노동조합에 가입하지 않거나 노동조합에서 탈퇴할 것을 조건으로 고용하는 황견계약과 노동조합원이라거나 노동조합 활동을 했다는 이유로 불이익조치를 취하는 것에 대한 보호를 규정하고 있다.
제2조에서 노동자단체와 사용자단체 사이의 상호간 간섭으로부터 충분한 보호를 하도록 규정한다. 사용자 또는 사용자단체의 지배 하에 둘 목적으로 노동자단체의 설립을 지원하거나 노동자단체에 재정적으로 또는 그 밖의 방법으로 지원하는 것은 간섭행위로 보게 된다.
노동조건을 단체협약으로 규율하도록, 사용자 및 사용자단체와 노동자단체 사이의 자발적 교섭을 위한 기구를 발전시키고 이용을 촉진하는 규정을 담았다.

## 같이 보기
- 집회의 자유
- 결사의 자유